# الدوري الهولندي الدرجة الثانية
الدوري الهولندي الدرجة الثانية (بالهولندية: Tweede Divisie) هو دوري كرة قدم هولندي ويأتي في المستوى الثالث بعد الدرجتين الفخرية والأولى.